# Danh sách bài hát viết bởi RM

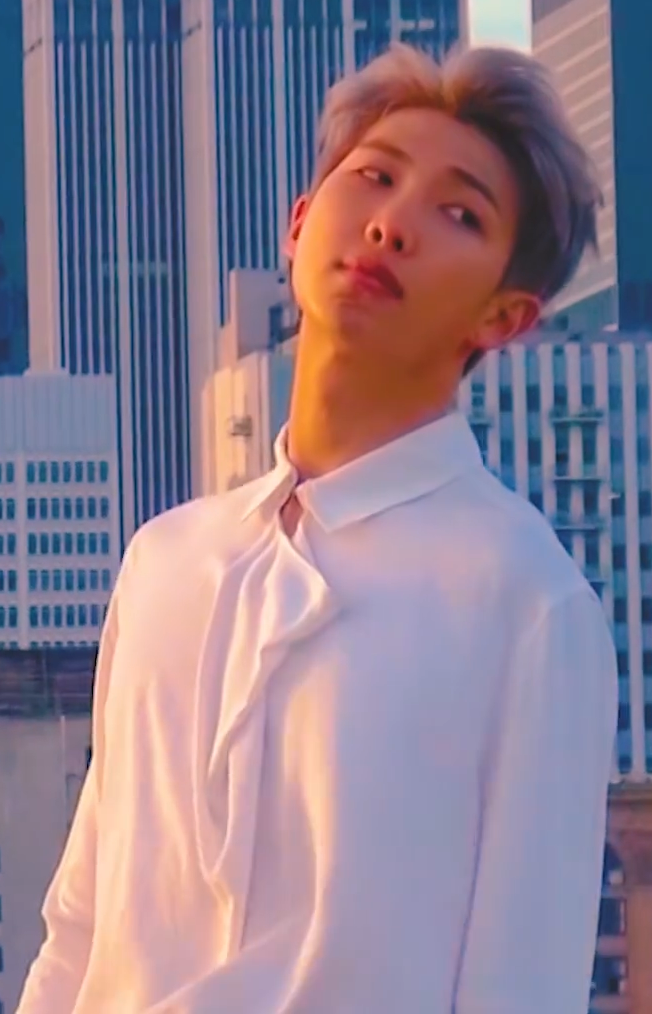
RM trong một buổi chụp hình ở Los Angeles cho tạp chí D Icon vào tháng 11 năm 2017.

Kim Nam-joon (tiếng Hàn: 김남준; sinh ngày 12 tháng 9 năm 1994), thường được biết đến với nghệ danh RM (trước đây là Rap Monster), là một nam rapper, nhạc sĩ và nhà sản xuất âm nhạc người Hàn Quốc. Anh là rapper chính và trưởng nhóm của nhóm nhạc nam Hàn Quốc BTS. Với tư cách là một nghệ sĩ solo, anh đã phát hành 2 mixtape, RM vào năm 2015 và Mono vào năm 2018. Anh đã có hơn 170 bài hát được đăng ký bản quyền bởi Hiệp hội Bản quyền Âm nhạc Hàn Quốc (KOMCA) với tư cách là một nhạc sĩ và nhà soạn nhạc, bao gồm cả những bản solo của các thành viên BTS. RM cũng đã viết nhạc cho các nghệ sĩ khác nhau, và 2 bài hát cho Glam, đồng nghiệp cùng công ty Big Hit Entertainment trước khi nhóm tan rã. Vào ngày 2 tháng 12 năm 2020, anh  ra mắt ở vị trí số 3 trên bảng xếp hạng Hot 100 Songwriters của Billboard. Tính đến tháng 10 năm 2021, anh đã có 186 bài hát được đăng ký bản quyền bởi KOMCA, đưa anh trở thành nghệ sĩ thứ ba và nghệ sĩ trẻ tuổi nhất sở hữu nhiều bài hát được đăng ký bản quyền nhất trong lịch sử KOMCA.

## Danh sách bài hát

### 2010–2013
| Năm  | Nghệ sĩ                                                          | Bài hát                     | Album                        | Lời      | Lời                                                                                    | Nhạc     | Nhạc                                                                                   |
| Năm  | Nghệ sĩ                                                          | Bài hát                     | Album                        | Tham gia | Với                                                                                    | Tham gia | Với                                                                                    |
| ---- | ---------------------------------------------------------------- | --------------------------- | ---------------------------- | -------- | -------------------------------------------------------------------------------------- | -------- | -------------------------------------------------------------------------------------- |
| 2010 | 2AM                                                              | "Love U Hate U"             | Saint O'Clock                | Yes      | "hitman" bang, Supreme Boi, Jung Hun-Chul                                              | No       | "hitman" bang, Pdogg                                                                   |
| 2012 | Glam                                                             | "Party (XXO)"               | Đĩa đơn không có trong album | Yes      | "hitman" bang, Wonderkid, Pdogg, Nakas Georgios, Lundvik John Hassim                   | Yes      | "hitman" bang, Wonderkid, Pdogg, Nakas Georgios, Lundvik John Hassim                   |
| 2013 | Glam                                                             | "I Like That"               | Đĩa đơn không có trong album | Yes      | "hitman" bang, Pdogg & Cole David Byron                                                | Yes      | "hitman" bang, Pdogg & Cole David Byron                                                |
| 2013 | Rap Monster, Suga & Jin                                          | "Adult Child"               | Đĩa đơn không có trong album | Yes      | Suga                                                                                   | No       |                                                                                        |
| 2013 | BTS                                                              | "We Are Bulletproof Pt. 2"  | 2 Cool 4 Skool               | Yes      | Pdogg, "hitman" bang, Supreme Boi, Suga                                                | Yes      | Pdogg, "hitman" bang, Supreme Boi, Suga                                                |
| 2013 | BTS                                                              | "Outro: Circle Room Cypher" | 2 Cool 4 Skool               | Yes      | J-Hope, Suga, V, Jimin, Jungkook, Jin,                                                 | No       | Pdogg                                                                                  |
| 2013 | BTS                                                              | "I Like It"                 | 2 Cool 4 Skool               | Yes      | Slow Rabbit, J-Hope, Suga                                                              | Yes      | Slow Rabbit, J-Hope, Suga                                                              |
| 2013 | BTS                                                              | "No More Dream"             | 2 Cool 4 Skool               | Yes      | Supreme Boi, J-Hope, Suga,"hitman" bang, Pdogg                                         | Yes      | Supreme Boi, J-Hope, Suga,"hitman" bang, Pdogg                                         |
| 2013 | BTS                                                              | "Path"                      | 2 Cool 4 Skool               | Yes      | J-Hope, Suga, "hitman" bang & Pdogg                                                    | Yes      | J-Hope, Suga, "hitman" bang & Pdogg                                                    |
| 2013 | BTS                                                              | "Skit: On the Start Line"   | 2 Cool 4 Skool               | Yes      | —                                                                                      | No       | "hitman" bang                                                                          |
| 2013 | BTS                                                              | "Intro: O!RUL8,2?"          | O!RUL8,2?                    | Yes      | Pdogg                                                                                  | Yes      | Pdogg                                                                                  |
| 2013 | BTS                                                              | "N.O."                      | O!RUL8,2?                    | Yes      | Pdogg, "hitman" bang, Suga & Supreme Boi                                               | Yes      | Pdogg, "hitman" bang, Suga & Supreme Boi                                               |
| 2013 | BTS                                                              | "We On"                     | O!RUL8,2?                    | Yes      | Pdogg, J-Hope, Suga                                                                    | Yes      | Pdogg, J-Hope, Suga                                                                    |
| 2013 | BTS                                                              | "If I Ruled the World"      | O!RUL8,2?                    | Yes      | Pdogg, J-Hope, Suga                                                                    | Yes      | Pdogg, J-Hope, Suga                                                                    |
| 2013 | BTS                                                              | "Coffee"                    | O!RUL8,2?                    | Yes      | Park Yong-in, Kwon Sun-il, Choi Jae-man, Jo Hyun-ah, Pdogg, Slow Rabbit, Suga & J-Hope | Yes      | Park Yong-in, Kwon Sun-il, Choi Jae-man, Jo Hyun-ah, Pdogg, Slow Rabbit, Suga & J-Hope |
| 2013 | BTS                                                              | "BTS Cypher Pt. 1"          | O!RUL8,2?                    | Yes      | Supreme Boi, Suga & J-Hope                                                             | Yes      | Supreme Boi, Suga & J-Hope                                                             |
| 2013 | BTS                                                              | "Attack on Bangtan"         | O!RUL8,2?                    | Yes      | Pdogg, Suga, J-Hope & Supreme Boi                                                      | Yes      | Pdogg, Suga, J-Hope & Supreme Boi                                                      |
| 2013 | BTS                                                              | "Satoori Rap"               | O!RUL8,2?                    | Yes      | Pdogg, Suga & J-Hope                                                                   | Yes      | Pdogg, Suga & J-Hope                                                                   |
| 2013 | Rap Monster, Jungkook, Jo Kwon, Lim Jeong-hee & Joo Hee (8Eight) | "Perfect Christmas"         | Đĩa đơn không có trong album | Yes      | Esna                                                                                   | No       | Esna, "hitman" bang, Wonderkid                                                         |

### 2014
| Nghệ sĩ     | Bài hát                                            | Album                            | Lời      | Lời                                                                 | Nhạc     | Nhạc                                                                |
| Nghệ sĩ     | Bài hát                                            | Album                            | Tham gia | Với                                                                 | Tham gia | Với                                                                 |
| ----------- | -------------------------------------------------- | -------------------------------- | -------- | ------------------------------------------------------------------- | -------- | ------------------------------------------------------------------- |
| BTS         | "Intro: Skool Luv Affair"                          | Skool Luv Affair                 | Yes      | Pdogg, Slow Rabbit, Suga & J-Hope                                   | Yes      | Pdogg, Slow Rabbit, Suga & J-Hope                                   |
| BTS         | "Boy In Luv"                                       | Skool Luv Affair                 | Yes      | Pdogg, "hitman" bang, Suga & Supreme Boi                            | Yes      | Pdogg, "hitman" bang, Suga & Supreme Boi                            |
| BTS         | "Where Did You Come From?"                         | Skool Luv Affair                 | Yes      | Kwon Dae Hee, Kim Kyeong Mo, Suga & J-Hope                          | Yes      | Kwon Dae Hee, Kim Kyeong Mo, Suga & J-Hope                          |
| BTS         | "Just One Day"                                     | Skool Luv Affair                 | Yes      | Pdogg, Suga & J-Hope                                                | Yes      | Pdogg, Suga & J-Hope                                                |
| BTS         | "Tomorrow"                                         | Skool Luv Affair                 | Yes      | Suga, Slow Rabbit & J-Hope                                          | Yes      | Suga, Slow Rabbit & J-Hope                                          |
| BTS         | "BTS Cypher Pt. 2: Triptych"                       | Skool Luv Affair                 | Yes      | Supreme Boi, Suga & J-Hope                                          | Yes      | Supreme Boi, Suga & J-Hope                                          |
| BTS         | "Spine Breaker"                                    | Skool Luv Affair                 | Yes      | Pdogg, OWO, Suga, J-Hope, Slow Rabbit, Supreme Boi & Song Chang Sik | Yes      | Pdogg, OWO, Suga, J-Hope, Slow Rabbit, Supreme Boi & Song Chang Sik |
| BTS         | "Jump"                                             | Skool Luv Affair                 | Yes      | Suga, Pdogg, Supreme Boi & J-Hope                                   | Yes      | Suga, Pdogg, Supreme Boi & J-Hope                                   |
| BTS         | "Miss Right"                                       | Skool Luv Affair Special Edition | Yes      | Pdogg, Slow Rabbit, "hitman" bang, Suga & J-Hope                    | Yes      | Pdogg, Slow Rabbit, "hitman" bang, Suga & J-Hope                    |
| BTS         | "I Like It" (Slow Jam Remix)                       | Skool Luv Affair Special Edition | Yes      | Brother Su, Pdogg, Slow Rabbit, Suga & J-Hope                       | Yes      | Brother Su, Pdogg, Slow Rabbit, Suga & J-Hope                       |
| BTS         | "Intro: What am I to You"                          | Dark & Wild                      | Yes      | Pdogg                                                               | Yes      | Pdogg                                                               |
| BTS         | "Danger"                                           | Dark & Wild                      | Yes      | Pdogg, Thanh Bui, "hitman" bang, Suga & J-Hope                      | Yes      | Pdogg, Thanh Bui, "hitman" bang, Suga & J-Hope                      |
| BTS         | "War of Hormone"                                   | Dark & Wild                      | Yes      | Pdogg, Supreme Boi, Suga & J-Hope                                   | Yes      | Pdogg, Supreme Boi, Suga & J-Hope                                   |
| BTS         | "Hip Hop Lover"                                    | Dark & Wild                      | Yes      | Pdogg, Suga & J-Hope                                                | Yes      | Pdogg, Suga & J-Hope                                                |
| BTS         | "Let Me Know"                                      | Dark & Wild                      | Yes      | Suga, Pdogg & J-Hope                                                | Yes      | Suga, Pdogg & J-Hope                                                |
| BTS         | "Rain"                                             | Dark & Wild                      | Yes      | Slow Rabbit, Suga & J-Hope                                          | Yes      | Slow Rabbit, Suga & J-Hope                                          |
| BTS         | "BTS Cypher Pt. 3: Killer" hợp tác với Supreme Boi | Dark & Wild                      | Yes      | Supreme Boi, Suga & J-Hope                                          | Yes      | Supreme Boi, Suga & J-Hope                                          |
| BTS         | "Would You Turn off Your Cellphone?"               | Dark & Wild                      | Yes      | Pdogg, Suga & J-Hope                                                | Yes      | Pdogg, Suga & J-Hope                                                |
| BTS         | "Blanket Kick"                                     | Dark & Wild                      | Yes      | "hitman" bang, Shawn, Slow Rabbit, Pdogg, Suga & J-Hope             | Yes      | "hitman" bang, Shawn, Slow Rabbit, Pdogg, Suga & J-Hope             |
| BTS         | "24/7=Heaven"                                      | Dark & Wild                      | Yes      | Pdogg, Slow Rabbit, Suga & J-Hope                                   | Yes      | Pdogg, Slow Rabbit, Suga & J-Hope                                   |
| BTS         | "Look Here"                                        | Dark & Wild                      | Yes      | Lee Ho Hyoung, Jinbo, Suga & J-Hope                                 | Yes      | Lee Ho Hyoung, Jinbo, Suga & J-Hope                                 |
| BTS         | "2nd Grade"                                        | Dark & Wild                      | Yes      | Supreme Boi, Suga, J-Hope & Pdogg                                   | Yes      | Supreme Boi, Suga, J-Hope & Pdogg                                   |
| BTS         | "The Stars"                                        | Wake Up                          | Yes      | KM-MARKIT, Suga, J-Hope                                             | No       | Pdogg                                                               |
| BTS         | "Jump" (phiên bản tiếng Nhật)                      | Wake Up                          | Yes      | Suga, Pdogg, Supreme Boi, J-hope & KM-MARKIT                        | Yes      | Suga, Pdogg, Supreme Boi & J-hope                                   |
| BTS         | "Danger" (phiên bản tiếng Nhật)                    | Wake Up                          | Yes      | Pdogg, Thanh Bui, Suga, J-Hope & KM-MARKIT                          | Yes      | Pdogg, Thanh Bui, Suga, J-Hope,                                     |
| BTS         | "Boy In Luv" (phiên bản tiếng Nhật)                | Wake Up                          | Yes      | Pdogg, "hitman" bang, Suga, Supreme Boi & KM-MARKIT                 | Yes      | Pdogg, "hitman" bang, Suga, Supreme Boi                             |
| BTS         | "Just One Day" (phiên bản tiếng Nhật)              | Wake Up                          | Yes      | Pdogg, Suga, J-hope, KM-MARKIT & yasu2000                           | Yes      | Pdogg, Suga, J-hope                                                 |
| BTS         | "I Like It" (phiên bản tiếng Nhật)                 | Wake Up                          | Yes      | Slow Rabbit, Suga, J-hope & KM-MARKIT                               | Yes      | Slow Rabbit, Suga & J-hope                                          |
| BTS         | "I Like It Pt. 2"                                  | Wake Up                          | Yes      | Suga, J-hope & KM-MARKIT                                            | No       | Slow Rabbit, Pdogg                                                  |
| BTS         | "No More Dream" (phiên bản tiếng Nhật)             | Wake Up                          | Yes      | Pdogg, "hitman" bang, Suga, J-hope, Supreme Boi & KM-MARKIT         | Yes      | Pdogg, "hitman" bang, Suga, J-hope & Supreme Boi                    |
| BTS         | "Attack on Bangtan" (phiên bản tiếng Nhật)         | Wake Up                          | Yes      | Pdogg, Suga, Supreme Boi, J-hope & KM-MARKIT                        | Yes      | Pdogg, Suga, Supreme Boi & J-hope                                   |
| BTS         | "N.O." (phiên bản tiếng Nhật)                      | Wake Up                          | Yes      | Pdogg, "hitman" bang, Suga, J-hope, Supreme Boi & KM-MARKIT         | Yes      | Pdogg, "hitman" bang, Suga, J-hope & Supreme Boi                    |
| BTS         | "Wake Up"                                          | Wake Up                          | Yes      | Suga, J-hope & KM-MARKIT                                            | Yes      | Swing-O                                                             |
| BTS         | "Outro"                                            | Wake Up                          | Yes      | Shingo Suzuki                                                       | Yes      | Shingo Suzuki                                                       |
| Rap Monster | "Too Much"                                         | Đĩa đơn không có trong album     | Yes      | —                                                                   | No       |                                                                     |

### 2015
| Nghệ sĩ                | Bài hát                                                                                 | Album                                    | Lời      | Lời                                                                | Nhạc     | Nhạc                                                         |
| Nghệ sĩ                | Bài hát                                                                                 | Album                                    | Tham gia | Với                                                                | Tham gia | Với                                                          |
| ---------------------- | --------------------------------------------------------------------------------------- | ---------------------------------------- | -------- | ------------------------------------------------------------------ | -------- | ------------------------------------------------------------ |
| BTS                    | "Changmin's Music Plaza" (phiên bản hip hop)                                            | Đĩa đơn không có trong album             | Yes      | Pdogg                                                              | No       | Pdogg                                                        |
| Rap Monster & Warren G | "P.D.D."                                                                                | Đĩa đơn không có trong album             | Yes      | —                                                                  | Yes      | Warren G                                                     |
| BTS                    | "I Need U"                                                                              | The Most Beautiful Moment in Life, Pt. 1 | Yes      | Pdogg, "hitman" bang, Pdogg, Brother Su                            | Yes      | Pdogg, "hitman" bang, Pdogg, Brother Su                      |
| BTS                    | "Hold Me Tight"                                                                         | The Most Beautiful Moment in Life, Pt. 1 | Yes      | Slow Rabbit, Pdogg, V, Suga, J-Hope & Kim Beon Chang               | Yes      | Slow Rabbit, Pdogg, V, Suga & J-Hope                         |
| BTS                    | "Dope"                                                                                  | The Most Beautiful Moment in Life, Pt. 1 | Yes      | Slow Rabbit, 귓방망이, "hitman" bang, Suga & J-Hope                | Yes      | Slow Rabbit, 귓방망이, "hitman" bang, Suga & J-Hope          |
| BTS                    | "Boyz with Fun"                                                                         | The Most Beautiful Moment in Life, Pt. 1 | Yes      | Suga, Pdogg, "hitman" bang, J-Hope, Jin, Jimin & V                 | Yes      | Suga, Pdogg, "hitman" bang, J-Hope, Jin, Jimin & V           |
| BTS                    | "Converse High"                                                                         | The Most Beautiful Moment in Life, Pt. 1 | Yes      | Pdogg, Slow Rabbit, Suga & J-Hope                                  | Yes      | Pdogg, Slow Rabbit, Suga & J-Hope                            |
| BTS                    | "Moving On"                                                                             | The Most Beautiful Moment in Life, Pt. 1 | Yes      | Pdogg, Suga & J-Hope                                               | Yes      | Pdogg, Suga & J-Hope                                         |
| MFBTY                  | "BuckuBucku" (hợp tác với EE, Rap Monster & Dino-J)                                     | Wondaland                                | Yes      | Dino-J, Yoon Mi Rae, Bizzy, Tiger JK, Lee Hyun-jun & Lee Yun Joung | No       | Park Jae-sun, Bizzy, Tiger JK                                |
| Yankie                 | "Prometheus" (hợp tác với Dok2, Juvie Train, Double K, Rap Monster, Topbob & Don Mills) | Andre                                    | Yes      | Don Mills, Juvie Train, Yang Jun Mo, Topbob, Double K, Dok2        | No       | Jeong Ji-Yong                                                |
| Primary                | "U" (hợp tác với Kwon Jin-ah & Rap Monster)                                             | 2-1                                      | Yes      | Woo Hyo Eun                                                        | No       | Suran & Primary                                              |
| Rap Monster            | "Voice"                                                                                 | RM                                       | Yes      | —                                                                  | Yes      | Slow Rabbit                                                  |
| Rap Monster            | "Do You?"                                                                               | RM                                       | Yes      | —                                                                  | No       |                                                              |
| Rap Monster            | "Awakening"                                                                             | RM                                       | Yes      | —                                                                  | No       |                                                              |
| Rap Monster            | "Monster"                                                                               | RM                                       | Yes      | —                                                                  | No       |                                                              |
| Rap Monster            | "Throw Away"                                                                            | RM                                       | Yes      | —                                                                  | No       |                                                              |
| Rap Monster            | "Joke"                                                                                  | RM                                       | Yes      | —                                                                  | No       |                                                              |
| Rap Monster            | "God Rap"                                                                               | RM                                       | Yes      | —                                                                  | No       |                                                              |
| Rap Monster            | "Rush" (hợp tác với Krizz Kaliko)                                                       | RM                                       | Yes      | Krizz Kaliko                                                       | Yes      | Pdogg & Krizz Kaliko                                         |
| Rap Monster            | "Life"                                                                                  | RM                                       | Yes      | —                                                                  | No       |                                                              |
| Rap Monster            | "Drift"                                                                                 | RM                                       | Yes      | —                                                                  | No       |                                                              |
| Rap Monster            | "I Believe"                                                                             | RM                                       | Yes      | —                                                                  | Yes      | Slow Rabbit                                                  |
| Rap Monster            | "Fantastic" (hợp tác với Mandy Ventrice)                                                | Fantastic Four OST                       | Yes      | James F. Reynolds & White N3rd                                     | Yes      | James F. Reynolds & White N3rd                               |
| BTS                    | "Run"                                                                                   | The Most Beautiful Moment in Life, Pt. 2 | Yes      | Pdogg, "hitman" bang, Suga, V, Jungkook & J-Hope                   | Yes      | Pdogg, "hitman" bang, Suga, V, Jungkook & J-Hope             |
| BTS                    | "Butterfly"                                                                             | The Most Beautiful Moment in Life, Pt. 2 | Yes      | "hitman" bang, Slow Rabbit, Pdogg, Brother Su, Suga & J-Hope       | Yes      | "hitman" bang, Slow Rabbit, Pdogg, Brother Su, Suga & J-Hope |
| BTS                    | "Whalien 52"                                                                            | The Most Beautiful Moment in Life, Pt. 2 | Yes      | Pdogg, Brother Su, "hitman" bang, Suga, J-Hope & Slow Rabbit       | Yes      | Pdogg, Brother Su, "hitman" bang, Suga, J-Hope & Slow Rabbit |
| BTS                    | "Ma City"                                                                               | The Most Beautiful Moment in Life, Pt. 2 | Yes      | Pdogg, "hitman" bang, Suga & J-Hope                                | Yes      | Pdogg, "hitman" bang, Suga & J-Hope                          |
| BTS                    | "Silver Spoon"                                                                          | The Most Beautiful Moment in Life, Pt. 2 | Yes      | Pdogg, Supreme Boi & Slow Rabbit                                   | Yes      | Pdogg, Supreme Boi & Slow Rabbit                             |
| BTS                    | "Dead Leaves"                                                                           | The Most Beautiful Moment in Life, Pt. 2 | Yes      | Suga, Slow Rabbit, Jungkook, "hitman" bang, J-Hope & Pdogg         | Yes      | Suga, Slow Rabbit, Jungkook, "hitman" bang, J-Hope & Pdogg   |

### 2016
| Nghệ sĩ                | Bài hát                                          | Album                                            | Lời      | Lời                                                                                       | Nhạc     | Nhạc                                                                                           |
| Nghệ sĩ                | Bài hát                                          | Album                                            | Tham gia | Với                                                                                       | Tham gia | Với                                                                                            |
| ---------------------- | ------------------------------------------------ | ------------------------------------------------ | -------- | ----------------------------------------------------------------------------------------- | -------- | ---------------------------------------------------------------------------------------------- |
| BTS                    | "Fire"                                           | The Most Beautiful Moment in Life: Young Forever | Yes      | Pdogg, "hitman" bang, Suga, Han Sang-Hui & Devine Channel                                 | Yes      | Pdogg, "hitman" bang, Suga, Han Sang-Hui & Devine Channel                                      |
| BTS                    | "Save Me"                                        | The Most Beautiful Moment in Life: Young Forever | Yes      | Pdogg, Ray Michael Djan Jr, Ashton Foster, Samantha Harper, Suga & J-Hope                 | Yes      | Pdogg, Ray Michael Djan Jr, Ashton Foster, Samantha Harper, Suga & J-Hope                      |
| BTS                    | "Epilogue: Young Forever"                        | The Most Beautiful Moment in Life: Young Forever | Yes      | Slow Rabbit, "hitman" bang, Suga & J-Hope                                                 | Yes      | Slow Rabbit, "hitman" bang, Suga & J-Hope                                                      |
| BTS                    | "Love Is Not Over" (phiên bản đầy đủ)            | The Most Beautiful Moment in Life: Young Forever | Yes      | Jungkook, Slow Rabbit, Pdogg, Jin, Suga & J-Hope                                          | No       |                                                                                                |
| BTS                    | "I Need U" (Urban Mix)                           | The Most Beautiful Moment in Life: Young Forever | Yes      | Pdogg, "hitman" bang & Brother Su                                                         | No       |                                                                                                |
| BTS                    | "I Need U" (Remix)                               | The Most Beautiful Moment in Life: Young Forever | Yes      | Pdogg, "hitman" bang & Brother Su                                                         | No       |                                                                                                |
| BTS                    | "Run" (Ballad Mix)                               | The Most Beautiful Moment in Life: Young Forever | Yes      | Pdogg, "hitman" bang, Suga, V & Jungkook                                                  | No       |                                                                                                |
| BTS                    | "Run" (Alternative Mix)                          | The Most Beautiful Moment in Life: Young Forever | Yes      | Pdogg, "hitman" bang, Suga, V, Jungkook & J-Hope                                          | No       |                                                                                                |
| BTS                    | "Butterfly" (Alternative Mix)                    | The Most Beautiful Moment in Life: Young Forever | Yes      | "hitman" bang, Slow Rabbit, Pdogg, Brother Su, Suga & J-Hope                              | No       |                                                                                                |
| Homme                  | "Dilemma"                                        | Đĩa đơn không có trong album                     | Yes      | "hitman" bang                                                                             | Yes      | "hitman" bang                                                                                  |
| Rap Monster & Jungkook | "I Know"                                         | Đĩa đơn không có trong album                     | Yes      | —                                                                                         | Yes      | Pdogg                                                                                          |
| BTS                    | "Introduction: Youth"                            | Youth                                            | Yes      | "hitman" bang, Pdogg, Suga, V, Jungkook, J-Hope, UTA, HIRO, Brother Su & Devine Channel   | Yes      | Ryuja, "hitman" bang, Pdogg, Suga, V, Jungkook, J-Hope, UTA, HIRO, Brother Su & Devine Channel |
| BTS                    | "Run" (phiên bản tiếng Nhật)                     | Youth                                            | Yes      | Pdogg, "hitman" bang, Suga, V, Jungkook & J-hope                                          | Yes      | Pdogg, "hitman" bang, Suga, V, Jungkook & J-hope                                               |
| BTS                    | "Fire" (phiên bản tiếng Nhật)                    | Youth                                            | Yes      | Pdogg, "hitman" bang, Suga & Devine Channel                                               | Yes      | Pdogg, "hitman" bang, Suga & Devine Channel                                                    |
| BTS                    | "Dope" (phiên bản tiếng Nhật)                    | Youth                                            | Yes      | Pdogg, Ear Attack, "hitman" bang, Suga & J-hope                                           | Yes      | Pdogg, Ear Attack, "hitman" bang, Suga & J-hope                                                |
| BTS                    | "Good Day"                                       | Youth                                            | Yes      | Matt Cab, Ryuja, Shoko Fujibayashi, Suga & J-hope                                         | Yes      | Matt Cab, Ryuja, Shoko Fujibayashi, Suga & J-hope                                              |
| BTS                    | "Save Me" (phiên bản tiếng Nhật)                 | Youth                                            | Yes      | Pdogg, Ray Michael Djan Jr, Ashton Foster, Samantha Harper, Suga & J-Hope                 | Yes      | Pdogg, Ray Michael Djan Jr, Ashton Foster, Samantha Harper, Suga & J-Hope                      |
| BTS                    | "Boyz with Fun" (phiên bản tiếng Nhật)           | Youth                                            | Yes      | Suga, Pdogg, "hitman" bang, J-hope, Jin, Jimin, V                                         | Yes      | Suga, Pdogg, "hitman" bang, J-hope, Jin, Jimin, V                                              |
| BTS                    | "Baepsae" (phiên bản tiếng Nhật)                 | Youth                                            | Yes      | Pdogg, Supreme Boi & Slow Rabbit                                                          | Yes      | Pdogg, Supreme Boi & Slow Rabbit                                                               |
| BTS                    | "Wishing on a star"                              | Youth                                            | Yes      | Matt Cab, Willie Weeks, Daisuke, Suga & J-hope                                            | Yes      | Matt Cab, Willie Weeks, Daisuke, Suga & J-hope                                                 |
| BTS                    | "Butterfly" (phiên bản tiếng Nhật)               | Youth                                            | Yes      | "hitman" bang, Slow Rabbit, Pdogg, Brother Su, Suga & J-Hope                              | No       |                                                                                                |
| BTS                    | "For You"                                        | Youth                                            | Yes      | UTA, HIRO, Suga, J-hope & Pdogg                                                           | Yes      | UTA, HIRO, Suga, J-hope & Pdogg                                                                |
| BTS                    | "I Need U" (phiên bản tiếng Nhật)                | Youth                                            | Yes      | Pdogg, "hitman" bang & Brother Su                                                         | Yes      | Pdogg, "hitman" bang & Brother Su                                                              |
| BTS                    | "Epilogue: Young Forever" (phiên bản tiếng Nhật) | Youth                                            | Yes      | Slow Rabbit, "hitman" bang, Suga & J-Hope                                                 | Yes      | Slow Rabbit, "hitman" bang, Suga & J-Hope                                                      |
| BTS                    | "Intro: Boy Meets Evil"                          | Wings                                            | Yes      | Pdogg & J-Hope                                                                            | Yes      | Pdogg & J-Hope                                                                                 |
| BTS                    | "Blood Sweat & Tears"                            | Wings                                            | Yes      | Pdogg, Suga, J-Hope, "hitman" bang & Kim Do-hoon                                          | Yes      | Pdogg, Suga, J-Hope, "hitman" bang & Kim Do-hoon                                               |
| BTS                    | "Begin"                                          | Wings                                            | Yes      | Tony Esterly & David Quinones                                                             | Yes      | Tony Esterly & David Quinones                                                                  |
| BTS                    | "Reflection"                                     | Wings                                            | Yes      | Slow Rabbit                                                                               | Yes      | Slow Rabbit                                                                                    |
| BTS                    | "Awake"                                          | Wings                                            | Yes      | Slow Rabbit, Jin, J-Hope, June, Pdogg & "hitman" bang                                     | Yes      | Slow Rabbit, Jin, J-Hope, June, Pdogg & "hitman" bang                                          |
| BTS                    | "Lost"                                           | Wings                                            | Yes      | Pdogg, Supreme Boi, Peter Ibsen, Richard Rawson, Lee Paul Williams & June                 | Yes      | Pdogg, Supreme Boi, Peter Ibsen, Richard Rawson, Lee Paul Williams & June                      |
| BTS                    | "BTS Cypher Pt. 4"                               | Wings                                            | Yes      | Chris 'Tricky' Stewart, Medor J. Pierre, J-Hope & SUGA                                    | Yes      | Chris 'Tricky' Stewart, Medor J. Pierre, J-Hope & SUGA                                         |
| BTS                    | "Am I Wrong"                                     | Wings                                            | Yes      | Keb' Mo', Sam Klempner, James Reynolds, Josh Wilkinson, Supreme Boi, Gaeko, Pdogg & ADORA | No       |                                                                                                |
| BTS                    | "21st Century Girls"                             | Wings                                            | Yes      | Pdogg, "hitman" bang & Supreme Boi                                                        | Yes      | Pdogg, "hitman" bang & Supreme Boi                                                             |
| BTS                    | "Two! Three! [Still Wishing For Better Days]"    | Wings                                            | Yes      | Slow Rabbit, Pdogg, "hitman" bang, J-Hope & SUGA                                          | Yes      | Slow Rabbit, Pdogg, "hitman" bang, J-Hope & SUGA                                               |
| BTS                    | "Interlude: Wings"                               | Wings                                            | Yes      | Pdogg, ADORA, J-Hope & SUGA                                                               | Yes      | Pdogg, ADORA, J-Hope & SUGA                                                                    |

### 2017
| Nghệ sĩ   | Bài hát                                               | Album                        | Lời      | Lời | Nhạc     | Nhạc |
| Nghệ sĩ   | Bài hát                                               | Album                        | Tham gia | Với | Tham gia | Với |
| --------- | ----------------------------------------------------- | ---------------------------- | -------- | --- | -------- | --- |
| BTS       | "Spring Day"                                          | You Never Walk Alone         | Yes      | Pdogg, ADORA, "hitman" bang, Arlissa Ruppert, Peter Ibsen, Suga                                              | Yes      | Pdogg, ADORA, "hitman" bang, Arlissa Ruppert, Peter Ibsen, Suga                                              |
| BTS       | "Not Today"                                           | You Never Walk Alone         | Yes      | Pdogg, "hitman" bang, Supreme Boi & June                                                                     | Yes      | Pdogg, "hitman" bang, Supreme Boi & June                                                                     |
| BTS       | "Outro: Wings"                                        | You Never Walk Alone         | Yes      | Pdogg, ADORA, J-Hope & SUGA                                                                                  | Yes      | Pdogg, ADORA, J-Hope & SUGA                                                                                  |
| BTS       | "A Supplementary Story: You Never Walk Alone"         | You Never Walk Alone         | Yes      | Pdogg, "hitman" bang, SUGA, J-Hope & Supreme Boi                                                             | Yes      | Pdogg, "hitman" bang, SUGA, J-Hope & Supreme Boi                                                             |
| Gaeko     | "Gajah" (hợp tác với Rap Monster)                     | Đĩa đơn không có trong album | Yes      | Gaeko | No       | Park Kyu-Jung, Lee Hui-Min, Lee Seung-Hwan, Park In-Kyu, Gaeko                                               |
| RM & Wale | "Change"                                              | Đĩa đơn không có trong album | Yes      | Pdogg & Wale                                                                                                 | Yes      | Pdogg & Wale                                                                                                 |
| RM & V    | "4 O'Clock"                                           | Đĩa đơn không có trong album | Yes      | V, Shaun | Yes      | V, Shaun |
| BTS       | "Intro: Serendipity"                                  | Love Yourself: Her           | Yes      | "hitman" bang, Slow Rabbit, Ray Michael Djan Jr & Ashton Foster                                              | Yes      | "hitman" bang, Slow Rabbit, Ray Michael Djan Jr & Ashton Foster                                              |
| BTS       | "DNA"                                                 | Love Yourself: Her           | Yes      | "hitman" bang, Supreme Boi, Suga, Pdogg & KASS                                                               | Yes      | "hitman" bang, Supreme Boi, Suga, Pdogg & KASS                                                               |
| BTS       | "Best of Me"                                          | Love Yourself: Her           | Yes      | "hitman" bang, J-Hope, Suga, Pdogg, Andrew Taggart, Ray Michael Djan Jr, Ashton Foster, ADORA & Sam Klempner | Yes      | "hitman" bang, J-Hope, Suga, Pdogg, Andrew Taggart, Ray Michael Djan Jr, Ashton Foster, ADORA & Sam Klempner |
| BTS       | "Dimple"                                              | Love Yourself: Her           | Yes      | Allison Kaplan & Matthew Tishler                                                                             | Yes      | Allison Kaplan & Matthew Tishler                                                                             |
| BTS       | "Pied Piper"                                          | Love Yourself: Her           | Yes      | Jinbo, "hitman" bang, J-Hope, Suga, Pdogg & KASS                                                             | Yes      | Jinbo, "hitman" bang, J-Hope, Suga, Pdogg & KASS                                                             |
| BTS       | "MIC Drop"                                            | Love Yourself: Her           | Yes      | "hitman" bang, Supreme Boi, J-Hope & Pdogg                                                                   | Yes      | "hitman" bang, Supreme Boi, J-Hope & Pdogg                                                                   |
| BTS       | "Outro: Her"                                          | Love Yourself: Her           | Yes      | J-Hope, Slow Rabbit & Suga                                                                                   | Yes      | J-Hope, Slow Rabbit & Suga                                                                                   |
| BTS       | "Sea"                                                 | Love Yourself: Her           | Yes      | Slow Rabbit, Suga & J-Hope                                                                                   | Yes      | Slow Rabbit, Suga & J-Hope                                                                                   |
| BTS       | "MIC Drop" (Steve Aoki Remix) (hợp tác với Desiigner) | Đĩa đơn không có trong album | Yes      | Steve Aoki, Pdogg, Supreme Boi, "hitman" bang, J-Hope, Desiigner, Tayla Parx, Flowsik & Shae Jacobs          | Yes      | Steve Aoki, Pdogg, Supreme Boi, "hitman" bang, J-Hope, Desiigner, Tayla Parx, Flowsik & Shae Jacobs          |
| BTS       | "Come Back Home"                                      | Seo Taiji 25 Project         | Yes      | Supreme Boi, J-Hope & Seo Taiji                                                                              | No       | Seo Taiji |

### 2018
| Nghệ sĩ           | Bài hát                                          | Album                                | Lời      | Lời | Nhạc     | Nhạc |
| Nghệ sĩ           | Bài hát                                          | Album                                | Tham gia | Với | Tham gia | Với |
| ----------------- | ------------------------------------------------ | ------------------------------------ | -------- | --- | -------- | --- |
| BTS               | "Intro: Ringwanderung"                           | Face Yourself                        | Yes      | "hitman" bang, ADORA, J-Hope, Pdogg, Ray Michael Djan Jr., SUGA, UTA, Ashton Foster, Andrew Taggart & Sam Klempner                                           | Yes      | "hitman" bang, ADORA, J-Hope, Pdogg, Ray Michael Djan Jr., SUGA, UTA, Ashton Foster, Andrew Taggart & Sam Klempner                                           |
| BTS               | "Best of Me" (phiên bản tiếng Nhật)              | Face Yourself                        | Yes      | "hitman" bang, ADORA, J-Hope, Pdogg, Ray Michael Djan Jr., SUGA, Ashton Foster, Andrew Taggart & Sam Klempner                                                | Yes      | "hitman" bang, ADORA, J-Hope, Pdogg, Ray Michael Djan Jr., SUGA, Ashton Foster, Andrew Taggart & Sam Klempner                                                |
| BTS               | "Blood Sweat & Tears" (phiên bản tiếng Nhật)     | Face Yourself                        | Yes      | "hitman" bang, j-hope, Pdogg, Kim Do Hoon & SUGA | Yes      | "hitman" bang, j-hope, Pdogg, Kim Do Hoon & SUGA |
| BTS               | "DNA" (phiên bản tiếng Nhật)                     | Face Yourself                        | Yes      | "hitman" bang, KASS, Pdogg, SUGA & Supreme Boi | Yes      | "hitman" bang, KASS, Pdogg, SUGA & Supreme Boi |
| BTS               | "Not Today" (phiên bản tiếng Nhật)               | Face Yourself                        | Yes      | "hitman" bang, ADORA, JUNE, Pdogg & Supreme Boi | Yes      | "hitman" bang, ADORA, JUNE, Pdogg & Supreme Boi |
| BTS               | "MIC Drop" (phiên bản tiếng Nhật)                | Face Yourself                        | Yes      | "hitman" bang, j-hope, Pdogg & Supreme Boi | Yes      | "hitman" bang, j-hope, Pdogg & Supreme Boi |
| BTS               | "Crystal Snow"                                   | Face Yourself                        | Yes      | Kanata Okajima & Soma Genda | No       | |
| BTS               | "Spring Day" (phiên bản tiếng Nhật)              | Face Yourself                        | Yes      | "hitman" bang, ADORA, Arlissa Ruppert, Pdogg, Peter Ibsen & SUGA                                                                                             | Yes      | "hitman" bang, ADORA, Arlissa Ruppert, Pdogg, Peter Ibsen & SUGA                                                                                             |
| BTS               | "Intro: Singularity"                             | Love Yourself: Tear                  | Yes      | Charlie J. Perry | Yes      | Charlie J. Perry |
| BTS               | "Fake Love"                                      | Love Yourself: Tear                  | Yes      | Pdogg & "hitman" bang | Yes      | Pdogg & "hitman" bang |
| BTS               | "The Truth Untold"                               | Love Yourself: Tear                  | Yes      | Steve Aoki, Roland Spreckley, Jake Torrey, Noah Conrad, Annika Wells & Slow Rabbit                                                                           | Yes      | Steve Aoki, Roland Spreckley, Jake Torrey, Noah Conrad, Annika Wells & Slow Rabbit                                                                           |
| BTS               | "134340"                                         | Love Yourself: Tear                  | Yes      | Pdogg, ADORA, Bobby Chung, Martin Luke Brown, Orla Gartland, SUGA & j-hope                                                                                   | Yes      | Pdogg, ADORA, Bobby Chung, Martin Luke Brown, Orla Gartland, SUGA & j-hope                                                                                   |
| BTS               | "Paradise"                                       | Love Yourself: Tear                  | Yes      | lophiile, MNEK, Song Jae-kyung, SUGA & j-hope | Yes      | lophiile, MNEK, Song Jae-kyung, SUGA & j-hope |
| BTS               | "Love Maze"                                      | Love Yourself: Tear                  | Yes      | Pdogg, DJ Swivel, Candace Nicole Sosa, SUGA, j-hope, Bobby Chung, ADORA & Yoon Kita                                                                          | Yes      | Pdogg, DJ Swivel, Candace Nicole Sosa, SUGA, j-hope, Bobby Chung, ADORA & Yoon Kita                                                                          |
| BTS               | "Magic Shop"                                     | Love Yourself: Tear                  | Yes      | Jungkook, Hiss noise, DJ Swivel, Candace Nicole Sosa, ADORA, j-hope & SUGA                                                                                   | Yes      | Jungkook, Hiss noise, DJ Swivel, Candace Nicole Sosa, ADORA, j-hope & SUGA                                                                                   |
| BTS               | "Airplane Pt. 2"                                 | Love Yourself: Tear                  | Yes      | Pdogg, Ali Tamposi, Liza Owens, Roman Campolo, "hitman" bang, SUGA & j-hope                                                                                  | Yes      | Pdogg, Ali Tamposi, Liza Owens, Roman Campolo, "hitman" bang, SUGA & j-hope                                                                                  |
| BTS               | "Anpanman"                                       | Love Yourself: Tear                  | Yes      | Pdogg, Supreme Boi, "hitman" bang, SUGA & Jinbo | Yes      | Pdogg, Supreme Boi, "hitman" bang, SUGA & Jinbo |
| BTS               | "So What"                                        | Love Yourself: Tear                  | Yes      | Pdogg, "hitman" bang, ADORA, SUGA & j-hope | Yes      | Pdogg, "hitman" bang, ADORA, SUGA & j-hope |
| BTS               | "Outro: Tear"                                    | Love Yourself: Tear                  | Yes      | Shin Myung-soo, DOCSKIM, SUGA & j-hope | Yes      | Shin Myung-soo, DOCSKIM, SUGA & j-hope |
| RM, Suga & J-Hope | "Ddaeng"                                         | Đĩa đơn không có trong album         | Yes      | Suga, J.Pearl & J-Hope | Yes      | Suga, J.Pearl & J-Hope |
| BTS               | "Spring Day" (Brit Rock Remix)                   | Đĩa đơn không có trong album         | Yes      | Pdogg, Suga, ADORA, "hitman"bang, Arlissa Ruppert & Peter Ibsen                                                                                              | No       | |
| BTS               | "Euphoria"                                       | Love Yourself: Answer                | Yes      | Jordan "DJ Swivel" Young, Candace Nicole Sosa, Melanie Joy Fontana, "hitman" bang, Supreme Boi & Adora                                                       | Yes      | Jordan "DJ Swivel" Young, Candace Nicole Sosa, Melanie Joy Fontana, "hitman" bang, Supreme Boi & Adora                                                       |
| BTS               | "Serendipity" (phiên bản đầy đủ)                 | Love Yourself: Answer                | Yes      | Slow Rabbit, Ray Michael Djan Jr., Ashton Foster & "hitman" bang                                                                                             | Yes      | Slow Rabbit, Ray Michael Djan Jr., Ashton Foster & "hitman" bang                                                                                             |
| BTS               | "Trivia 承: Love"                                | Love Yourself: Answer                | Yes      | Slow Rabbit & Hiss noise | Yes      | Slow Rabbit & Hiss noise |
| BTS               | "I'm Fine"                                       | Love Yourself: Answer                | Yes      | Pdogg, Ray Michael Djan, Ashton Foster, Lauren Dyson, Jung Bobby, Yoon Guitar, Jordan "DJ Swivel" Young, Candace Nicole Sosa, SUGA, j-hope & Samantha Harper | Yes      | Pdogg, Ray Michael Djan, Ashton Foster, Lauren Dyson, Jung Bobby, Yoon Guitar, Jordan "DJ Swivel" Young, Candace Nicole Sosa, SUGA, j-hope & Samantha Harper |
| BTS               | "Idol"                                           | Love Yourself: Answer                | Yes      | Pdogg, Supreme Boi, "hitman" bang, Ali Tamposi & Roman Campolo                                                                                               | Yes      | Pdogg, Supreme Boi, "hitman" bang, Ali Tamposi & Roman Campolo                                                                                               |
| BTS               | "Answer: Love Myself"                            | Love Yourself: Answer                | Yes      | Pdogg, Jung Bobby, Jordan "DJ Swivel" Young, Candace Nicole Sosa, SUGA, j-hope, Ray Michael Djan, Ashton Foster & Conor Maynard                              | Yes      | Pdogg, Jung Bobby, Jordan "DJ Swivel" Young, Candace Nicole Sosa, SUGA, j-hope, Ray Michael Djan, Ashton Foster & Conor Maynard                              |
| BTS               | "DNA" (Pedal 2 LA Mix)                           | Love Yourself: Answer                | Yes      | Pdogg, "hitman" bang, KASS, Supreme Boi & Suga | Yes      | Pdogg, "hitman" bang, KASS, Supreme Boi & Suga |
| BTS               | "Fake Love" (Rocking Vibe Mix)                   | Love Yourself: Answer                | Yes      | Pdogg & "hitman" bang | Yes      | Pdogg & "hitman" bang |
| BTS               | "Mic Drop" (Steve Aoki Remix) (phiên bản đầy đủ) | Love Yourself: Answer                | Yes      | Pdogg, Supreme Boi, "hitman" bang & j-hope | Yes      | Pdogg, Supreme Boi, "hitman" bang & j-hope |
| BTS               | "Idol" (hợp tác với Nicki Minaj)                 | Love Yourself: Answer                | Yes      | Pdogg, Supreme Boi, "hitman" bang, Ali Tamposi, Roman Campolo & Onika Maraj                                                                                  | Yes      | Pdogg, Supreme Boi, "hitman" bang, Ali Tamposi, Roman Campolo & Nicki Minaj                                                                                  |
| RM                | "Tokyo"                                          | mono.                                | Yes      | — | Yes      | Supreme Boi |
| RM                | "Seoul" (sản xuất bởi Honne)                     | mono.                                | Yes      | — | Yes      | Honne |
| RM                | "Moonchild"                                      | mono.                                | Yes      | — | Yes      | Hiss noise |
| RM                | "Badbye" (với eAeon)                             | mono.                                | Yes      | — | Yes      | El Capitan |
| RM                | "Uhgood"                                         | mono.                                | Yes      | — | Yes      | Sam Klempner |
| RM                | "Everythingoes" (với Nell)                       | mono.                                | Yes      | — | Yes      | JW (Nell) |
| RM                | "Forever Rain"                                   | mono.                                | Yes      | — | Yes      | Hiss noise & ADORA |
| Steve Aoki        | "Waste It on Me" (hợp tác với BTS)               | Neon Future III                      | Yes      | Sean Foreman, Ryan Ogren, Nate Cyphert, Michael Gazzo, Jeff Halavacs & Steve Aoki                                                                            | Yes      | Sean Foreman, Ryan Ogren, Nate Cyphert, Michael Gazzo, Jeff Halavacs & Steve Aoki                                                                            |
| Tiger JK          | "Timeless" (hợp tác với RM)                      | Drunken Tiger X: Rebirth of Tiger JK | Yes      | Tiger JK | No       | Loptimist |
| Jimin             | "Promise"                                        | Đĩa đơn không có trong album         | Yes      | Jimin | No       | Jimin, Slow Rabbit |

### 2019
| Nghệ sĩ         | Bài hát                             | Album                          | Lời      | Lời | Nhạc     | Nhạc |
| Nghệ sĩ         | Bài hát                             | Album                          | Tham gia | Với | Tham gia | Với |
| --------------- | ----------------------------------- | ------------------------------ | -------- | --- | -------- | --- |
| Honne, Beka, RM | "Crying Over You"                   | Đĩa đơn không có trong album   | Yes      | Andrew Peter Clutterbuck, James William Hatcher, Anna Lotterud, RM                                                                                     | No       | Andrew Peter Clutterbuck, James William Hatcher, Anna Lotterud                                                                                         |
| BTS             | "Intro: Persona"                    | Map of the Soul: Persona       | Yes      | Hiss Noise, Pdogg | Yes      | Hiss Noise, Pdogg |
| BTS             | "Boy with Luv" (hợp tác với Halsey) | Map of the Soul: Persona       | Yes      | Pdogg, Melanie Joy Fontana, Michel "Lindgren" Schulz, "Hitman" Bang, Suga, Emily Weisband, J-Hope, Ashley Frangipane                                   | Yes      | Pdogg, Melanie Joy Fontana, Michel "Lindgren" Schulz, "Hitman" Bang, Suga, Emily Weisband, J-Hope, Ashley Frangipane                                   |
| BTS             | "Mikrokosmos"                       | Map of the Soul: Persona       | Yes      | Matty Thomson, Max Lynedoch Graham, Marcus McCoan, Suga, J-Hope, "DJ Swivel" Young, Candace Nicole Sosa, Melanie Joy Fontana, Michel "Lindgren" Schulz | Yes      | Matty Thomson, Max Lynedoch Graham, Marcus McCoan, Suga, J-Hope, "DJ Swivel" Young, Candace Nicole Sosa, Melanie Joy Fontana, Michel "Lindgren" Schulz |
| BTS             | "Make It Right"                     | Map of the Soul: Persona       | Yes      | Fred Gibson, Ed Sheeran, Benjy Gibson, Jo Hill, Suga, J-Hope                                                                                           | Yes      | Fred Gibson, Ed Sheeran, Benjy Gibson, Jo Hill, Suga, J-Hope                                                                                           |
| BTS             | "Home"                              | Map of the Soul: Persona       | Yes      | Pdogg, Lauren Dyson, Tushar Apte, Suga, J-Hope, Krysta Youngs, Julia Ross, Bobby Chung, Song Jae-kyung, Adora                                          | Yes      | Pdogg, Lauren Dyson, Tushar Apte, Suga, J-Hope, Krysta Youngs, Julia Ross, Bobby Chung, Song Jae-kyung, Adora                                          |
| BTS             | "Jamais Vu"                         | Map of the Soul: Persona       | Yes      | Marcus McCoan, Owen Roberts, Matty Thomson, Max Lynedoch Graham, James F. Reynolds, J-Hope, "Hitman" Bang                                              | Yes      | Marcus McCoan, Owen Roberts, Matty Thomson, Max Lynedoch Graham, James F. Reynolds, J-Hope, "Hitman" Bang                                              |
| BTS             | "Dionysus"                          | Map of the Soul: Persona       | Yes      | Pdogg, J-Hope, Supreme Boi, Suga, Roman Campolo | Yes      | Pdogg, J-Hope, Supreme Boi, Suga, Roman Campolo |
| BTS             | "Heartbeat"                         | BTS World: Original Soundtrack | Yes      | Bang Shi-hyuk, j-hope, Lee Hyun, Supreme Boi, Jordan Young, Coyle Girelli                                                                              | Yes      | Bang Shi-hyuk, j-hope, Lee Hyun, Supreme Boi, Jordan Young, Coyle Girelli                                                                              |
| BTS             | "All Night"                         | BTS World: Original Soundtrack | Yes      | Suga, Powers Pleasant, Juice Wrld, Marric Antonio Strobert                                                                                             | Yes      | Suga, Powers Pleasant, Juice Wrld, Marric Antonio Strobert                                                                                             |
| Jin             | "Tonight"                           | Đĩa đơn không có trong album   | Yes      | Jin, Slow Rabbit, Hiss Noise | Yes      | Jin, Slow Rabbit, Hiss Noise |
| V               | "Winter Bear"                       | Đĩa đơn không có trong album   | Yes      | V, Adora, Hiss Noise | Yes      | V, Adora, Hiss Noise |

### 2020
| Nghệ sĩ    | Bài hát                           | Album                        | Lời      | Lời | Nhạc     | Nhạc |
| Nghệ sĩ    | Bài hát                           | Album                        | Tham gia | Với | Tham gia | Với |
| ---------- | --------------------------------- | ---------------------------- | -------- | --- | -------- | --- |
| Younha, RM | "Winter Flower"                   | Unstable Mindset             | Yes      | Eden, Younha | No       | Eden, Leez, Ollounder |
| BTS        | "Interlude: Shadow"               | Map of the Soul: 7           | Yes      | Suga, El Capitxn, Ghostloop, Pdogg | Yes      | Suga, El Capitxn, Ghostloop, Pdogg |
| BTS        | "Black Swan"                      | Map of the Soul: 7           | Yes      | Pdogg, Rigo August, Vince Nantes, Kelly Clyde | Yes      | Pdogg, Rigo August, Vince Nantes, Kelly Clyde |
| BTS        | "My Time"                         | Map of the Soul: 7           | Yes      | Jungkook, Pdogg, Board Printz, Deryk Mitchell (Sleep Deez), Jayrah Gibson, Richelle Alleyne | Yes      | Jungkook, Pdogg, Board Printz, Deryk Mitchell (Sleep Deez), Jayrah Gibson, Richelle Alleyne |
| BTS        | "Louder Than Bombs"               | Map of the Soul: 7           | Yes      | J-Hope, SUGA, Allie, Inscore Bram Katz, Brett McLaughlin, Troye Sivan | Yes      | J-Hope, SUGA, Allie, Inscore Bram Katz, Brett McLaughlin, Troye Sivan |
| BTS        | "ON"                              | Map of the Soul: 7           | Yes      | J-Hope, SUGA, Pdogg, August Rigo, Melanie Joy Fontana, Michel "Lindgren" Schultz, Antonina Armato, Krysta Youngs, Julia Ross | Yes      | J-Hope, SUGA, Pdogg, August Rigo, Melanie Joy Fontana, Michel "Lindgren" Schultz, Antonina Armato, Krysta Youngs, Julia Ross |
| BTS        | "ON" (hợp tác với Sia)            | Map of the Soul: 7           | Yes      | J-Hope, SUGA, Pdogg, August Rigo, Melanie Joy Fontana, Michel "Lindgren" Schultz, Antonina Armato, Krysta Youngs, Julia Ross | Yes      | J-Hope, SUGA, Pdogg, August Rigo, Melanie Joy Fontana, Michel "Lindgren" Schultz, Antonina Armato, Krysta Youngs, Julia Ross |
| BTS        | "UGH"                             | Map of the Soul: 7           | Yes      | J-Hope, SUGA, Supreme Boi, Hiss Noise, icecream drum | Yes      | J-Hope, SUGA, Supreme Boi, Hiss Noise, icecream drum |
| BTS        | "00:00 (Zero O'Clock)"            | Map of the Soul: 7           | Yes      | Pdogg, Jessie Lauryn Foutz, Antonina Armato | Yes      | Pdogg, Jessie Lauryn Foutz, Antonina Armato |
| BTS        | "Inner Child"                     | Map of the Soul: 7           | Yes      | Matt Thomson, Max Lynedoch Graham, Ryan Lawrie, Ellis Miah, Adien Lewis, Pdogg, V, James F. Reynolds | Yes      | Matt Thomson, Max Lynedoch Graham, Ryan Lawrie, Ellis Miah, Adien Lewis, Pdogg, V, James F. Reynolds |
| BTS        | "Moon"                            | Map of the Soul: 7           | Yes      | Slow Rabbit, Jin, ADORA, Jordan "DJ Swivel" Young, Candace Nicole Sosa, Daniel Caesar, Ludwig Lindell | Yes      | Slow Rabbit, Jin, ADORA, Jordan "DJ Swivel" Young, Candace Nicole Sosa, Daniel Caesar, Ludwig Lindell |
| BTS        | "Respect"                         | Map of the Soul: 7           | Yes      | SUGA, Hiss noise, El Capitxn | Yes      | SUGA, Hiss noise, El Capitxn |
| BTS        | "We are Bulletproof: the Eternal" | Map of the Soul: 7           | Yes      | SUGA, J-Hope, Audien, Etta Zelmani, Cazzi Opeia (Sunshine), Ellen Berg (Sunshine), Will Tanner, Gusten Dahiqvist, Jordan "DJ Swivel" Young, Candace Nicole Sosa, Elohim, Antonina Armato, Alexander Magnus Karlsson, Alexei Viktorovitch | Yes      | SUGA, J-Hope, Audien, Etta Zelmani, Cazzi Opeia (Sunshine), Ellen Berg (Sunshine), Will Tanner, Gusten Dahiqvist, Jordan "DJ Swivel" Young, Candace Nicole Sosa, Elohim, Antonina Armato, Alexander Magnus Karlsson, Alexei Viktorovitch |
| Agust D    | "Strange" (hợp tác với RM)        | D-2                          | Yes      | Agust D, El Capitxn, Ghostloop | Yes      | Agust D, El Capitxn, Ghostloop |
| BTS        | "In the Soop"                     | Đĩa đơn không có trong album | Yes      | SUGA, J-Hope, Jin, Jimin, V, Jung Kook | Yes      | SUGA, J-Hope, Jin, Jimin, V, Jung Kook |
| BTS        | "Life Goes On"                    | Be                           | Yes      | Antonina Armato, Chris James, J-Hope, Pdogg, SUGA, Ruuth | Yes      | Antonina Armato, Chris James, J-Hope, Pdogg, SUGA, Ruuth |
| BTS        | "Fly to My Room"                  | Be                           | Yes      | Cosmo's Midnight, Joe Femi Griffith, SUGA, j-hope | Yes      | Cosmo's Midnight, Joe Femi Griffith, SUGA, j-hope |
| BTS        | "Blue & Grey"                     | Be                           | Yes      | Ji Soo Park, Levi, V, Hiss Noise, SUGA, j-hope, Metaphor | Yes      | Ji Soo Park, Levi, V, Hiss Noise, SUGA, j-hope, Metaphor |
| BTS        | "Skit"                            | Be                           | Yes      | Jin,SUGA, j-hope, Jimin, V, Jung Kook | Yes      | Jin,SUGA, j-hope, Jimin, V, Jung Kook |
| BTS        | "Telepathy"                       | Be                           | Yes      | EL CAPITXN, Hiss Noise, SUGA, Jung Kook | Yes      | EL CAPITXN, Hiss Noise, SUGA, Jung Kook |
| BTS        | "Dis-ease"                        | Be                           | Yes      | Ivan Jackson Rosenberg, j-hope, GHSTLOOP, Pdogg, SUGA, Jimin, Randy Runyon | Yes      | Ivan Jackson Rosenberg, j-hope, GHSTLOOP, Pdogg, SUGA, Jimin, Randy Runyon |
| BTS        | "Stay"                            | Be                           | Yes      | Arston, Jung Kook, Jin | Yes      | Arston, Jung Kook, Jin |
| Jin        | "Abyss"                           | Đĩa đơn không có trong album | Yes      | Bumzu, Jin, Pdogg | Yes      | Bumzu, Jin, Pdogg |
| Jimin      | "Christmas Love"                  | Đĩa đơn không có trong album | Yes      | Slow Rabbit, Jimin | Yes      | Slow Rabbit, Jimin |

### 2021
| Nghệ sĩ   | Bài hát                                                | Album                        | Lời      | Lời | Nhạc     | Nhạc |
| Nghệ sĩ   | Bài hát                                                | Album                        | Tham gia | Với | Tham gia | Với |
| --------- | ------------------------------------------------------ | ---------------------------- | -------- | --- | -------- | --- |
| eAeon, RM | "Don't"                                                | Fragile                      | Yes      | eAeon | Yes      | eAeon |
| BTS       | "Butter"                                               | Đĩa đơn không có trong album | Yes      | Jenna Andrews, Alexander Bilowitz, Sebastian Garcia, Robert Grimaldi, Stephen Kirk, Ron Perry                                                                 | Yes      | Jenna Andrews, Alexander Bilowitz, Sebastian Garcia, Robert Grimaldi, Stephen Kirk, Ron Perry                                                                 |
| TXT       | "0X1=Lovesong (I Know I Love You)" (hợp tác với Seori) | The Chaos Chapter: Freeze    | Yes      | Max Lynedoch Graham, Matt Thomson, Gabriel Brandes, Will Simms, Danke (lalala studio), "hitman" Bang, Melanie Fontana, Andrew Migliore, MOD SUN & Slow Rabbit | Yes      | Max Lynedoch Graham, Matt Thomson, Gabriel Brandes, Will Simms, Danke (lalala studio), "hitman" Bang, Melanie Fontana, Andrew Migliore, MOD SUN & Slow Rabbit |
| RM        | "Bicycle"                                              | Đĩa đơn không có trong album | Yes      | John Eun | Yes      | John Eun |
| BTS       | "My Universe" (hợp tác với Coldplay)                   | Music of the Spheres         | Yes      | | Yes      | |